# Galdácano
Galdácano (oficialmente en euskera: Galdakao) es un municipio español de la provincia de Vizcaya, situado en la comarca del Gran Bilbao, en la comunidad autónoma del País Vasco. Tiene una población de 24 774 habitantes (INE 2024) y una superficie de 24,16 km². Es el tercer municipio más grande en extensión de la comarca, por detrás de Bilbao y Baracaldo. El principal núcleo del municipio está constituido por el barrio de La Cruz donde se concentra la zona comercial y de servicios.

## Toponimia
Galdácano pertenece a la serie de topónimos vascos terminados en el sufijo -ano. Filólogos como Julio Caro Baroja o L. M. Mujika establecieron la hipótesis de que tanto este sufijo, como el sufijo -ain; muy frecuentes en la toponimia vasco-navarra; eran fruto de la evolución del sufijo latino -anum en tierras vascas.
En muchas regiones del antiguo Imperio romano, el sufijo acusativo -anum unido a un nombre personal formaba el nombre de las posesiones rústicas denominadas fundus. Este nombre solía ser el del propietario original del fundus, ya que luego si cambiaba de poseedor el nombre del fundus solía mantenerese invariable. Siguiendo esta hipótesis las poblaciones vascas con sufijo -ain o -ano remontarían su origen a asentamientos rurales de la Época Romana o de la Antigüedad Tardía y Edad Media, que hubiesen mantenido pautas de nombrar las propiedades heredadas de la época romana. 
Caro Baroja analizó los topónimos vascos acabados en -ano tratando de establecer el nombre propio que se escondería detrás de cada uno de ellos. En el caso de Galdácano, sostenía que se podría originar en el nombre propio Galdus. Aunque admitió que no había encontrado ese nombre, sí que encontró uno bastante similar, Galdinus. La evolución del topónimo habría sido Galdacanum -> Galdacano -> Galdacao.
Galdácano quedó fijado en la Edad Media como forma escrita del nombre, Sin embargo en euskera el nombre siguió evolucionando oralmente y dio lugar a Galdacao al perderse la n intervocálica, un fenómeno común del euskera en los últimos siglos. El actual nombre de la localidad en euskera: Galdakao es fruto de esa evolución Galdácano->Galdacao y de la adaptación a la ortografía contemporánea del euskera que no tiene la letra c Galdacao -> Galdakao. En castellano se conservó la forma más antigua Galdácano, como nombre formal de la localidad.
En 1982, el ayuntamiento decidió cambiar la denominación oficial del municipio de Galdácano a Galdakao, adoptando el nombre vasco de la localidad.
El gentilicio en castellano es galdacanés. En euskera se dice galdakoztarra, galdakaotarra y galdakarra, también utilizados al hablar en castellano.

## Geografía
Integrado en la comarca de Gran Bilbao, se sitúa a 11 kilómetros del centro de Bilbao. El término municipal está atravesado por la Autopista del Cantábrico (AP-8) y por la carretera nacional N-634 entre los pK 96 y 105, además de por la carretera BI-30 (carretera de circunvalación norte de Bilbao), la N-240, que une Vitoria con Bilbao, y por otras carreteras locales que permiten la comunicación con Basauri y Zarátamo.
Limita al norte con los términos municipales de Zamudio, Lezama y Larrabezúa; al sur con Zarátamo y Usánsolo; al este con Amorebieta-Echano, Lemona y Bedia; y al oeste con Bilbao, Echévarri y Basauri.
| Noroeste: Bilbao y Zamudio | Norte: Lezama y Larrabezúa | Nordeste: Larrabezúa, Amorebieta-Echano y Lemona |
| Oeste: Echévarri y Basauri |                            | Este: Bedia                                      |
| Suroeste: Zarátamo         | Sur: Usánsolo              | Sureste: Bedia                                   |

### Barrios
- Aperribai
- Agirre
- Arteta
- Artola
- Azkarri
- Bekea
- Bengoetxe
- Elexalde
- Erletxe
- Gorosibai
- Labeaga
- Katalangane
- Kortederra
- Kurtzea
- Olabarri
- Olabarrieta
- Urreta
- Torrezabal
- Tximelarre goikoa/bekoa
- Zabalea
- Zabalgane
- Zuatzaurre

### Orografía

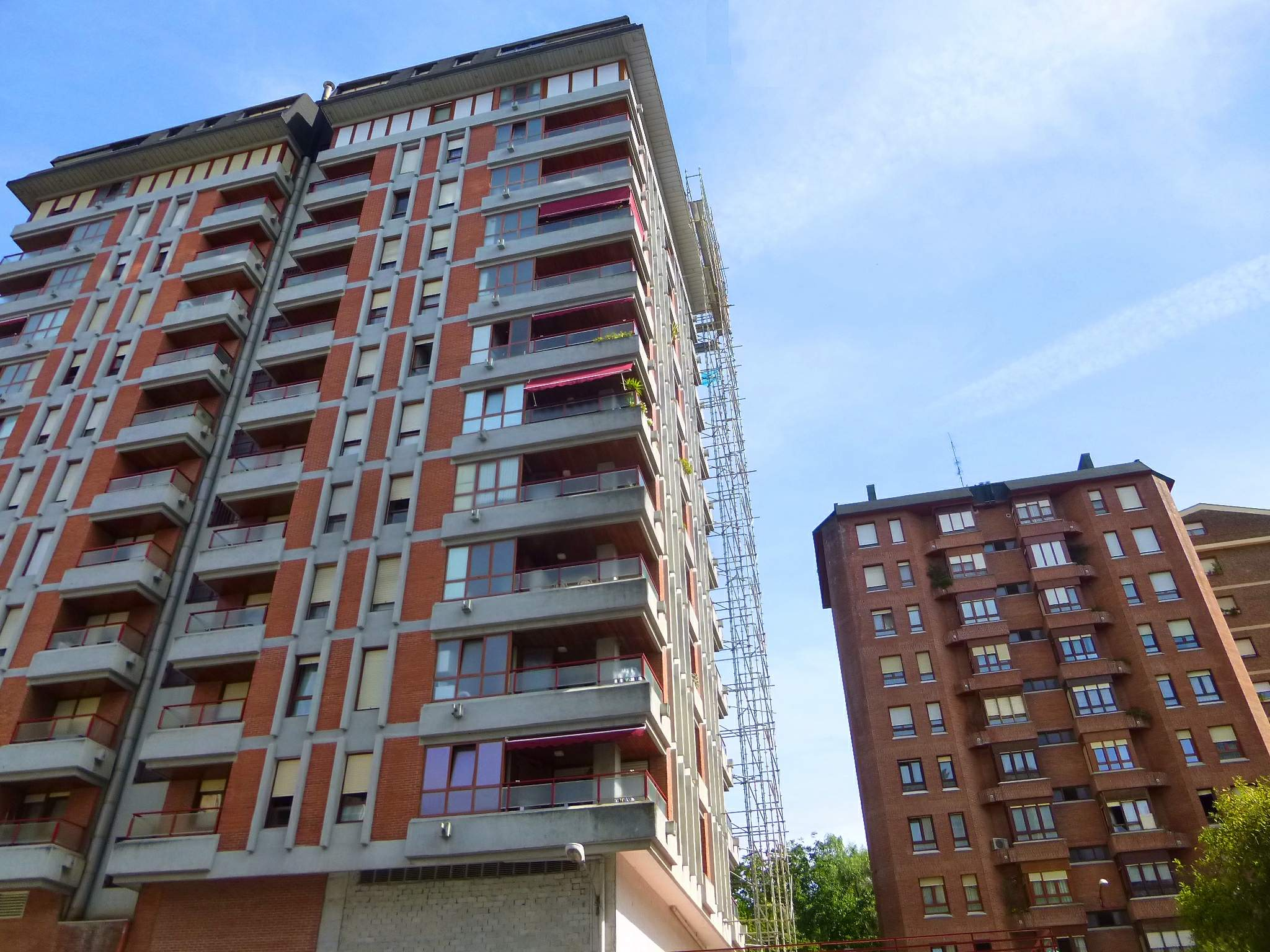
Edificio Mazinger, el más alto de Galdácano

Galdácano se encuentra situado dentro del valle del bajo Ibaizábal, a pie de la sierra del Ganguren, que supera los 450 metros en el municipio. Salvo en la zona central, el relieve es accidentado. Por el sur, después del valle del río, el terreno se eleva nuevamente, culminando en el monte Upo (573 metros). La altitud oscila entre los 573 metros al sur (monte Upo) y los 40 metros a orillas del río Nervión tras unirse al Ibaizábal. El casco urbano (Kurtzea) se alza a 146 metros sobre el nivel del mar.

### Hidrografía
El río Ibaizábal constituye la corriente más importante de Galdácano. Recibe en Urgoiti (El Gallo) las aguas del río Aretxabalagana.

## Historia

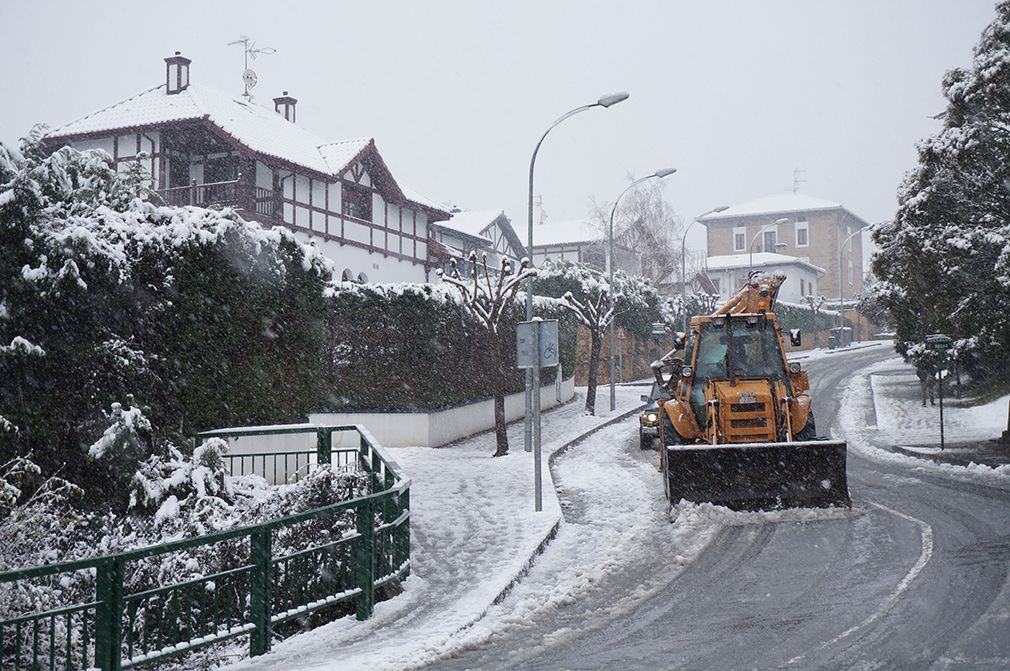
Galdácano. Barrio de Elexalde en invierno de 2018

Un recorrido a través de la prehistoria nos lleva a la etapa Calcolítica, entre el año 2500-2000 a. C. Restos encontrados en las proximidades de la sierra del Ganguren, indican que ahí se ubicaron campamentos trashumantes. En el siglo XI se puede ubicar la desaparecida ermita de Santa María de Ganguren (derribada en 1782), que actuó como parroquia y fue la base de un primer asentamiento rural. Se hallaba situada en un lugar muy apartado, en la montaña de la que toma su nombre: Ganguren. 
Por ello, en torno al año 1179 Don Sancho de Galdácano, del linaje de los Galdácano, fundó la Casa Torre de Torrezabal y la iglesia románica de Santa María de Elexalde.
En el siglo XIV, el mismo siglo de la fundación de Bilbao, hay un documento por el cual se sabe que los labradores censuarios, habitantes de las casas labradoriegas de la anteiglesia de Galdácano (junto con otras anteiglesias: San Juan de Vedia, Arrigorriaga, Zarátamo y San Miguel de Basauri), pidieron al infante Don Juan, Señor de Vizcaya y futuro rey de Castilla, su inclusión en el vecindario de Bilbao para defenderse de los abusos a los que estaban sometidos por algunos parientes mayores.
El 12 de marzo de 1375 se les concede el privilegio, por documento fechado en Almazán, y Galdácano queda unida al vecindario de Bilbao, en el que permanecerá hasta 1630.
El siglo XV se caracteriza por las guerras banderizas entre gamboínos y oñacinos, Galdácano posicionó a favor del bando gamboíno.
Desde el siglo XVI consta que Galdácano, anteiglesia de la Merindad de Uribe, ocupaba el voto y asiento 38.º de las Juntas Generales del Señorío de Vizcaya, teniendo para su gobierno general dos fieles regidores, aparte de la existencia del concejo abierto o cruz parada que tomaba los acuerdos de mayor importancia.
En el siglo XVIII, Galdácano es un pequeño núcleo rural pero con una incipiente industria formada por ferrerías y molinos, estrechamente ligados a su actividad agrícola-ganadera, y con profesionales libres como peritos o maestros de obra. En 1802, Galdácano contaba con una población de 854 personas
Galdácano tomó parte en varias contiendas, como la guerra de la Convención (1795), de la Independencia (1808-1812) y primera guerra carlista (1833-1839). Así en esta última, Galdácano jugó un importante papel. La historia habla de la "casa consistorial muy grande que sirvió de cuartel por mucho tiempo a los carlistas, durante la guerra civil". Hasta el final de la contienda, Galdácano fue lugar de posicionamiento de las tropas carlistas.
Con la llegada de la industrialización, en el siglo XIX, Galdácano, que ya desde tiempos antiguos había tenido dedicaciones industriales (explotación de canteras y ferrerías), se transformó en un importante núcleo de industrias, favorecidas por la inauguración, en 1882, del ferrocarril San Sebastián-Bilbao (originalmente llamado Ferrocarril Central de Vizcaya), que atravesaba el municipio, hoy integrado en la línea E1 de Euskotren Trena.
En la guerra civil española de 1936, Galdácano permaneció en poder de las fuerzas proclives al gobierno del Frente Popular hasta el 15 de junio de 1937, en que fue ocupada por la 1.ª Brigada de Navarra, pasando al control del bando sublevado.
Galdácano quedaba dentro del recinto del Cinturón de Hierro de Bilbao, y entre su poderosa industria se encontraba la fábrica de dinamita. Fue a menudo bombardeada durante los meses de mayo y junio por la aviación nacional, por lo que al entrar la 1.ª Brigada de Navarra, tras una durísima lucha con los Batallones del Gobierno Vasco, presentaba importantes destrucciones.
El periodo de posguerra y consiguiente represión, supone un estancamiento económico, social y cultural. Pese a todo, desde los años 60 del siglo XX, Galdácano ha continuado creciendo a nivel económico, demográfico y urbanístico. 

### La segregación de Usánsolo
En 1988 se realiza, por parte de los vecinos de Usánsolo, entonces barrio de Galdácano, la primera petición de la segregación del barrio para la creación de un ente municipal independiente. En la década de 1990 se crea una plataforma vecinal para realizar las peticiones y gestiones tendentes a la misma. En el año 2014 se realiza una consulta popular cuyo resultado es la separación de Usansolo de Galdakao y un año después, en 2015, la Diputación Foral de Vizcaya aprobó modificar la norma sobre demarcaciones territoriales, lo que permitiría la segregación de Usánsolo. En marzo de 2022 los vecinos de Usánsolo vuelven a manifestar en un referéndum el deseo de constituirse en municipio independiente con un apoyo de más del 80%.
El 23 de noviembre de 2022 el pleno de las Juntas Generales de Vizcaya aprueba la segregación de Usánsolo del municipio de Galdácano. La constitución de nuevo municipio, el número 113 de la provincia de Vizcaya, se realiza al amparo de la norma foral de Demarcaciones Territoriales que permite la creación de entes municipales con una población mayor a 2500 personas, aunque contradiciendo la Ley de Régimen de Bases Locales que marca un umbral de 5000 habitantes, mientras que la localidad tenía en el censo de 4520 en enero de 2021.

## Demografía
Galdácano cuenta con una población de 24 774 habitantes (INE 2024).
| Gráfica de evolución demográfica de Galdácano entre 1842 y 2021 |
| |
| Población de derecho según los censos de población del INE Población de hecho según los censos de población del INEEn estos censos se denominaba Galdácano: 1842, 1857, 1860, 1877, 1887, 1897, 1900, 1910, 1920, 1930, 1940, 1950, 1960, 1970 y 1981 |

Galdácano experimentó un continuo crecimiento demográfico durante el siglo XX, que alcanzó sus máximas cotas en las décadas de 1950 y 1960. La principal causa de esta explosión demográfica fue el establecimiento de un gran número de industrias en el valle del Ibaizábal, lo que atrajo a un gran número de inmigrantes. La crisis de mediados de los setenta puso punto final a esta etapa expansiva. Este estancamiento del crecimiento poblacional se hace evidente a lo largo de los años 80. En la primera década del siglo XXI, la población se estabilizó y disminuyó ligeramente.
A efectos estadísticos, la población de Galdácano se divide en cinco distritos:
- Agirre-Aperribai: 2296 habitantes.
- Bekea: 161 habitantes.
- Kurtzea: 21 577 habitantes.
- Elexalde: 565 habitantes.
- Gumuzio: 169 habitantes.

### Transporte

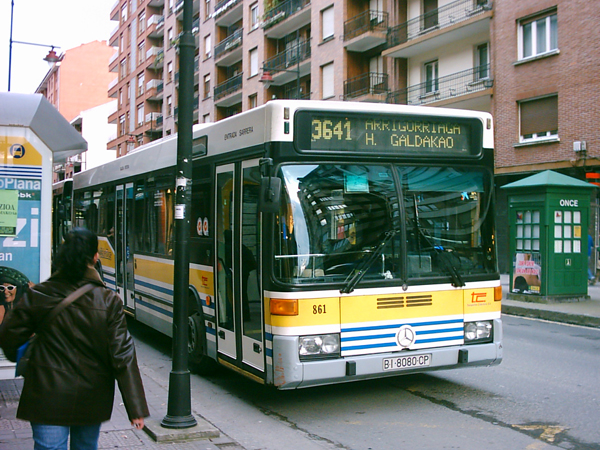
Unidad de Bizkaibus en la calle Juan Bautista Uriarte, una de las principales arterias de la ciudad, en 2006

El servicio de autobuses de la provincia, Bizkaibus, y la empresa de ferrocarriles Euskotren, comunican el municipio con Bilbao y con la comarca de Duranguesado. 
Entre abril y mayo de 2007 se llevaron a cabo estudios para medir la posibilidad de llevar la Línea 2 del Metro de Bilbao hasta el municipio. Se destinaron 400.000€ en el proceso, y como conclusión se acordó la construcción de dos paradas (en Aperribai y en el centro urbano) que favorecerían a unos 18 000 pasajeros. De los 4504 m de recorrido planificado, 1875 discurren en la superficie. No se confirmaron las fechas de las obras, habiendo que esperar para la finalización de las obras del metro en Basauri. 
Sin embargo, el 26 de enero de 2008 se hizo público el trazado preliminar de la nueva Línea 5, que unirá la actual estación de Etxebarri, en las líneas 2 y 1 con la futura estación de Usansolo, pasando por Aperribai, Galdácano-Centro (Kurtzea) y el Hospital.
El 10 de febrero de 2009 el Departamento de Transportes anunció que las paradas se ampliarían a cinco, lo que le convertiría en el tercer municipio con más estaciones tras Bilbao y Guecho. Se preveía su puesta en funcionamiento en 2016 con una longitud de 8,8 kilómetros entre Echévarri y el barrio de Usansolo.
Sin embargo el nuevo Gobierno Vasco formado por EAJ-PNV y el PSE-EE (PSOE), tras las conclusiones obtenidas de un estudio informativo en el que no se contemplaba la demanda de transporte generada por el hospital ni por la conexión con Euskotren en Usansolo y la cercanía de esta estación a la comarca del Duranguesado, decidió que el metro llegaría solamente hasta el centro de Galdácano permitiendo así recibir fondos europeos para la construcción de la línea 5, dejando en el aire una futura ampliación al hospital y a Usansolo. Tras la presión del resto de fuerzas políticas se retractó y decidió encargar un nuevo estudio en el que quedase patente la conveniencia de la llegada de la línea al barrio galdacanés.

## Economía
Al comenzar el siglo XIX la mayor parte de la población se dedica a la agricultura, recogiéndose trigo y maíz, lino, alubias y elaborándose txakoli. Trabajaban dos ferrerías y tres molinos. Con el paso del tiempo, la vida industrial de Galdakao se va incrementando y a dichas ferrerías se les añade una importante fábrica de dinamita: S.A. Española de la Pólvora Dinamítica, propiedad de la Sociedad de Industria y Comercio, establecida en 1872 en la falda sur del monte de Santa Marina. Ya en el siglo XX, la industria sufrió una gran expansión como resultado de la descongestión industrial que sufre Bilbao a partir de 1950. 
Actualmente, la población activa de Galdácano la componen 12.604 personas, de las cuales se encuentran en paro 1.140 que suponen un 9,04%.

## Administración y política
| Periodo   | Nombre                          | Partido | Partido                                                      |
| --------- | ------------------------------- | ------- | ------------------------------------------------------------ |
| 1979-1987 | Pedro Eguileor Eguizabal        |         | Euzko Alderdi Jeltzalea-Partido Nacionalista Vasco (EAJ-PNV) |
| 1987-1991 | Pedro García Borobio            |         | Euzko Alderdi Jeltzalea-Partido Nacionalista Vasco (EAJ-PNV) |
| 1991-1995 | Patxi Sierra Sesumaga Ibarreche |         | Euzko Alderdi Jeltzalea-Partido Nacionalista Vasco (EAJ-PNV) |
| 1995-2003 | Fernando Landa Beitia           |         | Euzko Alderdi Jeltzalea-Partido Nacionalista Vasco (EAJ-PNV) |
| 2003-2011 | Joseba Escribano Etxebarria     |         | Euzko Alderdi Jeltzalea-Partido Nacionalista Vasco (EAJ-PNV) |
| 2011-2019 | Ibon Uribe Elorrieta            |         | Euzko Alderdi Jeltzalea-Partido Nacionalista Vasco (EAJ-PNV) |
| 2019-act. | Iñigo Hernando Arriandiaga      |         | Euskal Herria Bildu (EH Bildu)                               |

En las elecciones municipales celebradas el 28 de mayo los resultados fueron los siguientes: Euskal Herria Bildu subió de 6 a nueve asientos en el pleno municipal, quedándose solo a dos de la mayoría absoluta en un pleno de 21 asientos. El PNV, con una bajada de unos 600 votos, se quedó con los mismos 6 concejales de 2019, con los que ya había perdido la Alcaldía galdacanesa. La plataforma Auzoak, que había formado parte del gobierno municipal, sufrió un descalabro, perdiendo casi dos terceras partes de sus votos y la mitad de su representación y cayendo al quinto lugar, quedándose con dos escaños. La tercera fuerza política, que resistió bien sus resultados, quedándose finalmente con los mismos dos asientos de la legislatura anterior es el Partido Socialista de Euskadi-Euskadiko Ezkerra (PSOE) y cierra el pleno Usansolo Herria (UH), con dos ediles y que mantienen su proyecto de segregación de Usansolo de Galdácano. Elkarrekin Podemos, que apoyó el cuatripartito que alzó en 2019 a EH Bildu a la alcaldía, ha desaparecido del pleno municipal, dejando al PSE-EE como única fuerza de izquierda no nacionalista en el consistorio. La pujanza de Iñigo Hernando como alcalde y el gran resultado de EH Bildu que le dio la opción de repetir como alcalde con un gran apoyo popular, fagocitó a Elkarrekin, de la misma manera que ocurrió con gran parte de su otro socio, Auzoak.
Este indudable éxito electoral de EH Bildu en uno de los grandes municipios del denominado Gran Bilbao que, en realidad forma parte de la comarca vizcaína de Hego Uribe, otrora plaza fuerte del PNV que lo ha gobernado desde el comienzo de las primeras elecciones municipales de la democracia de 1979 hasta 2019, ha venido de la mano de un alcalde joven y con cierta buena imagen en la población, si bien EH Bildu gobernó el anterior período sin cumplir algunas de sus históricas demandas de democracia participativa (proyectos como los 60 alojamientos dotacionales de Zabalea/Ibarluze se han impuesto sin debate vecinal previo).
En las elecciones municipales de 2015 el Partido Nacionalista Vasco (EAJ-PNV) resultó vencedor de los comicios con el 34,52 % de los votos, seguido de la coalición de la izquierda abertzale EH Bildu con el 18,3 %, Galdakao Orain, plataforma avalada por Podemos, con el 11,49 %, Usansolo Herria (UH), plataforma a favor de la segregación del barrio de Usánsolo, con el 10,87 %, PSE-EE (PSOE), con el 10,43 %, Irabazi, con el 7,46 %, y el Partido Popular (PP), con el 5,12 %, obteniendo todas las formaciones representación en el Ayuntamiento.
Ibon Uribe Elorrieta (EAJ-PNV) fue reelegido alcalde gracias a los votos de su partido. El resto de las formaciones, a excepción de PSE-EE (PSOE) y PP, que votaron en blanco, votaron a favor de sus portavoces.
| Partido político                                              | 2023  | 2023  | 2023       | 2019  | 2019  | 2019       | 2015  | 2015  | 2015       | 2011  | 2011  | 2011       | 2007  | 2007  | 2007       |
| Partido político                                              | %     | Votos | Concejales | %     | Votos | Concejales | %     | Votos | Concejales | %     | Votos | Concejales | %     | Votos | Concejales |
| Euskal Herria Bildu (EH Bildu)-Bildu                          | 36,73 | 5383  | 9          | 22,84 | 3597  | 6          | 18,30 | 2662  | 4          | 21,95 | 3259  | 5          | —     | —     | —          |
| Euzko Alderdi Jeltzalea-Partido Nacionalista Vasco (EAJ-PNV)  | 24,88 | 3646  | 6          | 26,22 | 4129  | 6          | 34,52 | 5023  | 9          | 31,08 | 4615  | 8          | 40,85 | 4920  | 10         |
| Partido Socialista de Euskadi-Euskadiko Ezkerra (PSE-EE PSOE) | 10,22 | 1498  | 2          | 10,61 | 1671  | 2          | 10,43 | 1518  | 2          | 14,30 | 2123  | 3          | 23,99 | 2889  | 5          |
| Usansolo Herria (UH)                                          | 9,44  | 1384  | 2          | 9,83  | 1549  | 2          | 10,87 | 1581  | 2          | 10,73 | 1593  | 2          | —     | —     | —          |
| Auzoak (AZK)                                                  | 7,55  | 1107  | 2          | 17,32 | 2728  | 4          | —     | —     | —          | —     | —     | —          | —     | —     | —          |
| Elkarrekin Podemos-Irabazi-Ezker Batua-Berdeak (EB-B)         | 3,96  | 581   | 0          | 5,86  | 923   | 1          | 7,46  | 1085  | 1          | 6,90  | 1025  | 1          | 15,6  | 1879  | 3          |
| Partido Popular del País Vasco (PP)                           | 3,29  | 483   | 0          | 3,71  | 585   | 0          | 5,12  | 745   | 1          | 9,71  | 1442  | 2          | 11,97 | 1442  | 2          |
| Galdakao Orain (GO)                                           | —     | —     | —          | —     | —     | —          | 11,49 | 1672  | 2          | —     | —     | —          | —     | —     | —          |
| Eusko Alkartasuna (EA)                                        | —     | —     | —          | —     | —     | —          | —     | —     | —          | —     | —     | —          | 5,7   | 687   | 1          |

## Cultura

### Patrimonio
- Andra Mari de Elexalde. No se conoce con exactitud los orígenes del edificio aunque según algunas fuentes se podría remontar hacia el año 1200. Es una iglesia de construcción medieval que ha sufrido diferentes ampliaciones a lo largo del tiempo. En su origen está enmarcada dentro del estilo románico propio de la época en que fue construida (siglo XIII).
- Iglesia de Nuestra Señora de la Asunción (Santa María de Galdakao). Es obra de Alfredo Acebal fechado entre 1893-1896. Según diversas fuentes los materiales que se emplearon para construir esta iglesia provenían de la antigua Torre de Torrezabal.
- Ermita La Ascensión del Señor, popularmente San Asentzio. En el barrio de Bekea, en una campa con arbolado de plátanos y tilos, junto a la carretera a Labeaga. Fue renovada en 1883.
- San Antonio Abad, popularmente San Antón Txikerra. En el barrio Arteta, en un altozano de la ladera del monte Artetagane, entre robles. Construida en 1977.
- San Bernabé. Una primitiva ermita de San Bernabé Apóstol, en un paraje muy desolado fue demolida y trasladada al barrio Gumuzio a comienzos del siglo XVIII. A comienzos del siglo XX esta ermita, ampliada y reformada se convirtió en aneja de la parroquia de Santa María de Galdakao en Erletxe.
- Casa torre La Puente, en el barrio de Urgoiti. Existió en buenas condiciones hasta la guerra civil de 1936, que fue bombardeada. Las ruinas se levantan en la orilla del río.
- Casa torre Torrezabal. Cuna del fundador de la iglesia de Santa María de Elexalde conocido como Sancho de Galdácano o Sancho de Torrezabal. Actualmente se encuentra derruida y dicen que fue destruida para construir con sus materiales la parroquia nueva de Galdácano (Santa María de Galdakao).
- Palacio Urgoiti. Más conocido como el Palacio del Gallo, fue construido en la segunda mitad del siglo XVII en la década 1670-1680. Lo hizo el arquitecto Don Miguel Vélez Larrea por encargo de la familia Adán de Yarza. Actualmente el palacio se encuentra reconstruido como hotel en el municipio de Laukariz (debido a la construcción de la autopista Bilbao-Behobia). Unido a este Palacio es de obligada referencia el Gallo que lleva su nombre “El Gallo de Urgoiti". El Gallo es uno de los monumentos más emblemáticos de Galdácano, antiguamente situado al lado del Palacio de Urgoiti. En lugar estratégico, porque allí en Urgoiti había un caminero, Ibarretxe, que tenía bajo su supervisión y control y una especie de paso aduanero, de forma que mediante dos mojones y una cadena que los atravesaba cerraba el paso. Precisamente por aquel entonces este lugar era conocido como la “cadena de Urgoiti”. Posteriormente se instaló un gallo en homenaje a aquel gallo perteneciente al caminero y que iniciaba con su canto la jornada laboral, momento en el que se abría la cadena de paso.
- Molinos. Las referencias más antiguas que existen acerca de la existencia de estos edificios datan de finales del siglo XVI, donde concretamente se cita el molino de Jaurola en un pleito sobre el uso de los comunales. Más adelante y en los albores del siglo XVII, en diversas fogueraciones, se citan los molinos de Guturribai (1635), Urgoitia (1704), Gorosibai (1704). Hacia 1795 se cita asimismo el molino nuevo de Arancelai de dos ruedas, situado en Urreta, del cual se conserva aun su estolda. Los molinos básicamente se dedicaban a moler cereal aunque durante la etapa del Antiguo Régimen se utilizaron para tratar el tabaco, la pólvora, etc.
- Ferrerías. Las Ferrerías fueron la unidad de producción de la industria del hierro en el País Vasco desde la Edad Media hasta finales del Antiguo Régimen. Las primeras noticias documentales que tenemos sobre la existencia de este sector datan del siglo XV con el llamado Fuero de las Ferrerías. Entre el siglo XV y el siglo XIX podemos hablar de la existencia de cinco ferrerías: las ferrerías Mayor y Menor de Usansolo, las ferrerías Mayor y Menos de Urgoiti y la ferrería de Lekue.
- Casa consistorial. Su reconstrucción data del año 1755. Se encuentra en la plaza de La Cruz conformando un conjunto con el quiosco de la Banda de Música, las Escuelas de Gandasegui (1912) y una fuente que data de 1916. Se puede considerar como uno de los Ayuntamientos barrocos del siglo XVIII. Se conoce que en este Ayuntamiento hacia el año 1796 existía una cárcel y taberna.
- Puente de Mercadillo. Situado en el barrio de Bengoetxe, es un puente de estilo románico y de perfil alomado con cuatro ojos. Rehecho posiblemente en el siglo XVIII sobre elementos reaprovechados muy anteriores, luego en el siglo XIX se reharía de nuevo.
- Puente de Torrezabal. Es un puente renacentista que se encuentra en el barrio de Plazakoetxe. Está construido de piedra y tiene tres ojos.
- Puente Torrea (Puente La Torre). Situado en el barrio de Urgoiti, es de estilo románico y también presenta tipología alomada con tres ojos.
- Puente de Plazakoetxe. De construcción contemporánea, está situado en el barrio del mismo nombre, tiene dos ojos separados por un tajamar.

### Deporte
Fútbol
Galdakao tiene un club de fútbol, el Club Deportivo Galdakao, fundado en 1914 y que juega en la División de Honor del fútbol vizcaíno. Llegó as er campeón nacional amateur en la temporada 1958-1959 y cuenta con éxitos nacionales en la categoría juvenil. Disputa sus partidos como local en el campo de Santa Bárbara, en el barrio de Zuazo.
Baloncesto
Galdakao también tiene representación en el baloncesto, con el Ibaizabal ST, cuyo equipo femenino juega actualmente en la Liga Femenina 2, tras haber jugado durante la temporada 2013-14 en la máxima categoría del Baloncesto. Juega como local en la cancha del polideportivo Urreta.
Otros
El pueblo también tiene representación en otros deportes como el voleibol gracias al Galdakao Boleibol Taldea, además de otros equipos locales de fútbol sala (Lagun Onak), atletismo y natación. También cuenta con un club de balonmano, CB Galdakao, siendo en 2019 campeón de la Copa de Bizkaia Sénior masculino.

### Fiestas

#### Patronales
Las fiestas patronales del municipio se celebran durante el mes de septiembre, siendo el día grande el 14, día de la Exaltación de la Santa Cruz. Aunque hay constancia de que en otros tiempos no fue siempre exactamente así, en la última década se está asentando la fórmula de programar los diez días de fiesta, de forma consecutiva, incluyendo dos fines de semana completos (viernes, sábado y domingo). El 14 de septiembre se mantiene siempre como "día grande" y las fiestas terminan con el llamado domingo de repetición, que será el siguiente a la festividad local siempre que no sean ambos días contiguos. Son también importantes también las fiestas patronales de San Ignacio, que se celebran el 31 de julio, muy importantes en el barrio de Tximelarre.

#### Tradicionales
- Carnavales. Se celebran 40 días antes del domingo de Ramos. Fiestas de gran tradición vasca. La simbología tiene especial importancia. Representación satírica de la realidad cotidiana, donde todo se vuelve desorden y ridículo. Hay un personaje mágico que representa la limpieza de la maldad, Mozolloker, y tras tres juicios, es quemado en el centro del pueblo.
- San Juanes. Fiestas que celebran el solsticio de verano (noche del 23 de junio). Dos hogueras con rituales y conjuros. Importancia de la mitología vasca en todas las actividades y protagonismo del fuego.
- Jornadas Micológicas. Se celebran en el mes de octubre. Es una de las exposiciones de setas más antigua del País Vasco.
- Carrera de Atletismo de San Silvestre. Comenzó a celebrarse el 31 de diciembre de 1961, siendo por entonces algo inédito a nivel estatal. Las primeras ediciones se hacían por el barrio de Zuazo. Más tarde, en el año 1973, comenzó a habilitarse el circuito urbano por las calles del municipio.